# Palenica (Ustroń)
Palenica (672 m n.p.m.) – niewysoka góra w Paśmie Równicy w Beskidzie Śląskim.

## Położenie, ukształtowanie, charakterystyka
Wznosi się w trzeciorzędnym, krótkim grzbiecie, odchodzącym w kierunku zachodnim od masywu Orłowej w środkowej części pasma Równicy i oddzielona jest od niego przełączką Przełącz. Kształtny, kopulasty wierzchołek góry znajduje się w początkowej części grzbietu, który opadając ku południowemu zachodowi kulminuje jeszcze w niewybitnym, zachodnim szczyciku Palenicy (608 m). W siodle między obydwoma wierzchołkami kilka zabudowań przysiółka Palenica.
W niższym szczycie Palenicy grzbiet rozdziela się na kilka krótkich ramion, opadających ku dolinie Wisły i wypełniających obszar między dolinami potoków: Jaszowca na północy oraz Suchej Dobki i Dobki na południu. Stoki kopuły szczytowej są strome (zwłaszcza północne), słabo rozczłonkowane.
Palenica znajduje się w całości w granicach Ustronia, dominując od południowego wschodu nad ustrońskim Jaszowcem. Górne partie – poza terenami narciarskimi – w większości porośnięte lasem. Przeważają lasy bukowe i mieszane, lokalnie ze znaczniejszym udziałem świerka lub brzozy, rozdzielane niewielkimi polanami. W niższych partiach, na ramionach opadających ku zachodowi, dominują łąki i pastwiska, pocięte miedzami lub pasami drzew i krzaczastych zarośli.

## Turystyka
Południowym ramieniem masywu Palenicy, a następnie południowymi stokami jej kopuły szczytowej biegną znaki zielone szlaku turystycznego z Wisły Obłaźca na Orłową. Poza tym góra jest dostępna szeregiem ścieżek, zwłaszcza od strony Jaszowca. Z polany pokrywającej siodło między obydwoma wierzchołkami Palenicy interesujące widoki.
W kierunku północno-zachodnim widoczna jest dolina Jaszowca i rozłożone ponad nią na południowych stokach ramienia Równicy domy wypoczynkowe Jaszowca. Na południu widzimy dolinę Wisły powyżej Ustronia, aż po kulminacje Kiczor i Stożka.
Zimą wierzchołek Palenicy udostępnia krzesełkowa kolej linowa z Jaszowca, poprowadzona północno-zachodnim stokiem góry, a narciarzom służą usytuowane w jej pobliżu dwie umiarkowanie trudne trasy zjazdowe, każda o długości nieco ponad 1 km, reklamowane jako „White Park Palenica”.

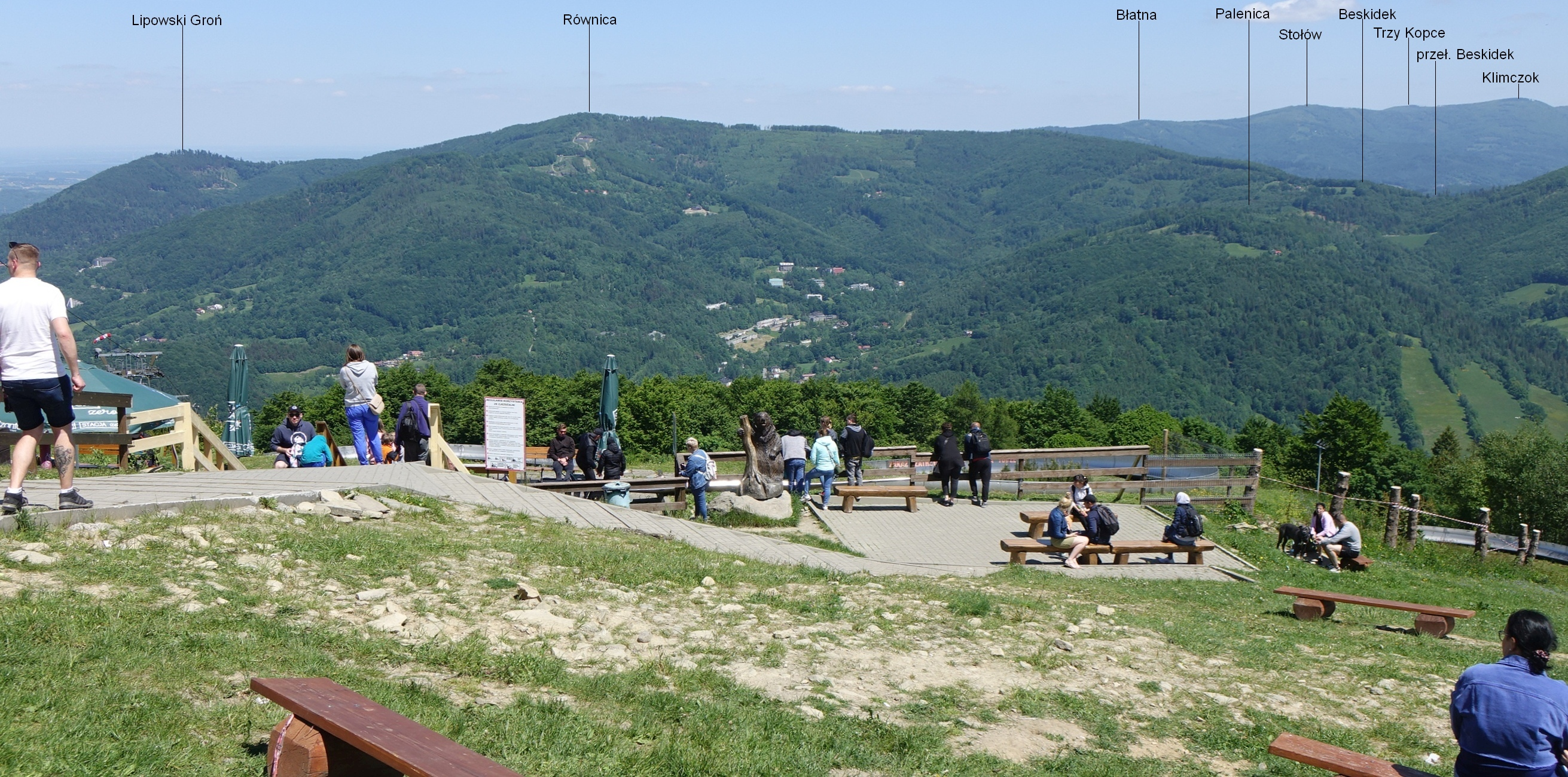
Widok na Palenicę z Czantorii
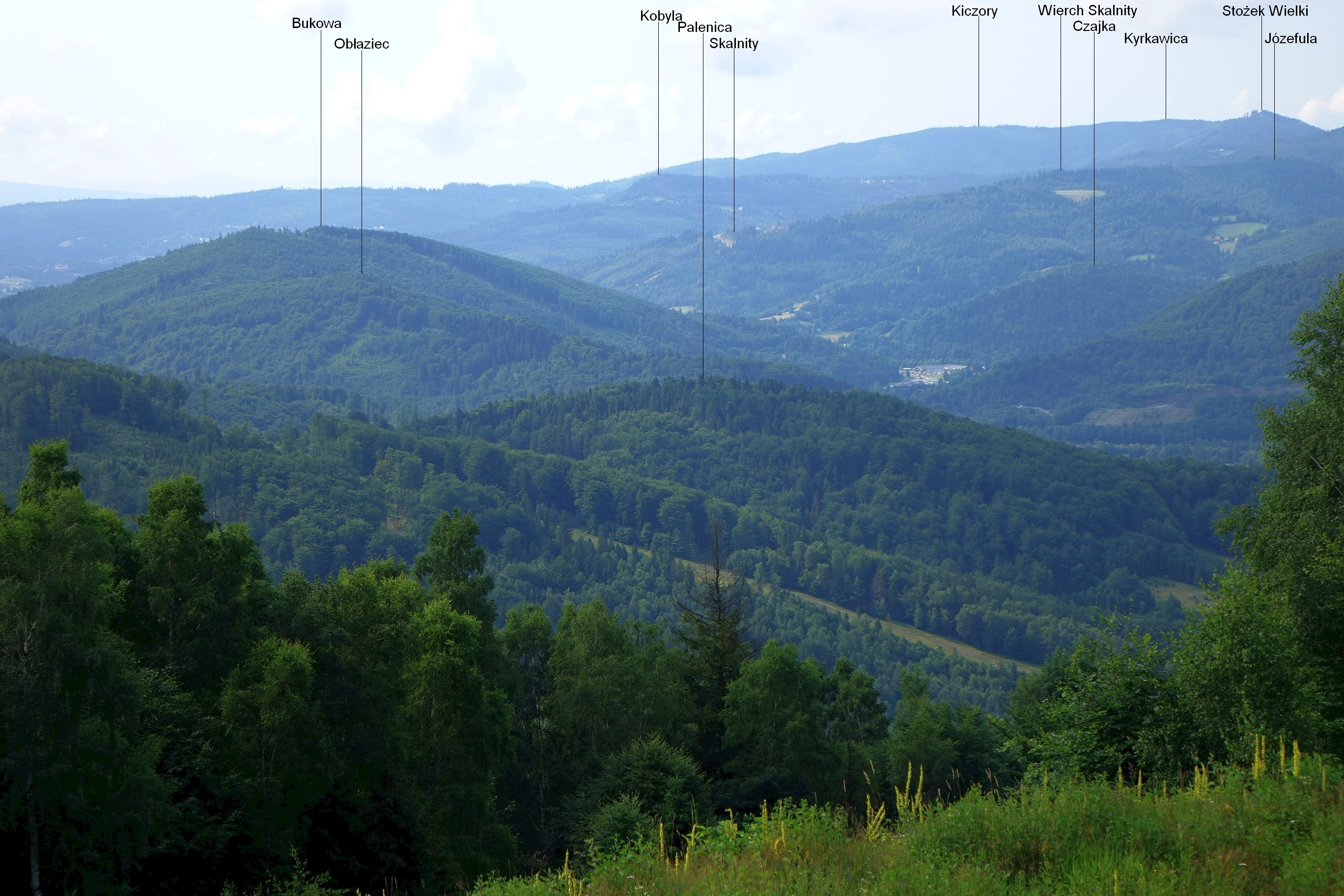
Widok z Równicy